# Calliostoma pellucidum haurakiensis
Calliostoma pellucidum haurakiensis es una especie de molusco gasterópodo de la familia Calliostomatidae en el orden de los Vetigastropoda.

## Distribución geográfica
Se encuentra en Nueva Zelanda